# Urvillea venezuelensis
Urvillea venezuelensis är en kinesträdsväxtart som beskrevs av Ferrucci. Urvillea venezuelensis ingår i släktet Urvillea och familjen kinesträdsväxter. Inga underarter finns listade i Catalogue of Life.